# 马鬃山
41°31′26″N 97°7′10″E / 41.52389°N 97.11944°E
马鬃山位于位于甘肃河西走廊北端，北与蒙古国接壤，东接阿拉善高原，主峰海拔2583米。是甘肃北山的组成部分之一。在马鬃山地区曾经发现了数量众多的恐龙化石、鱼类化石、硅化木化石及其他动植物化石。马鬃山苏木因此山而得名。